# Nymphenburger Friedhof

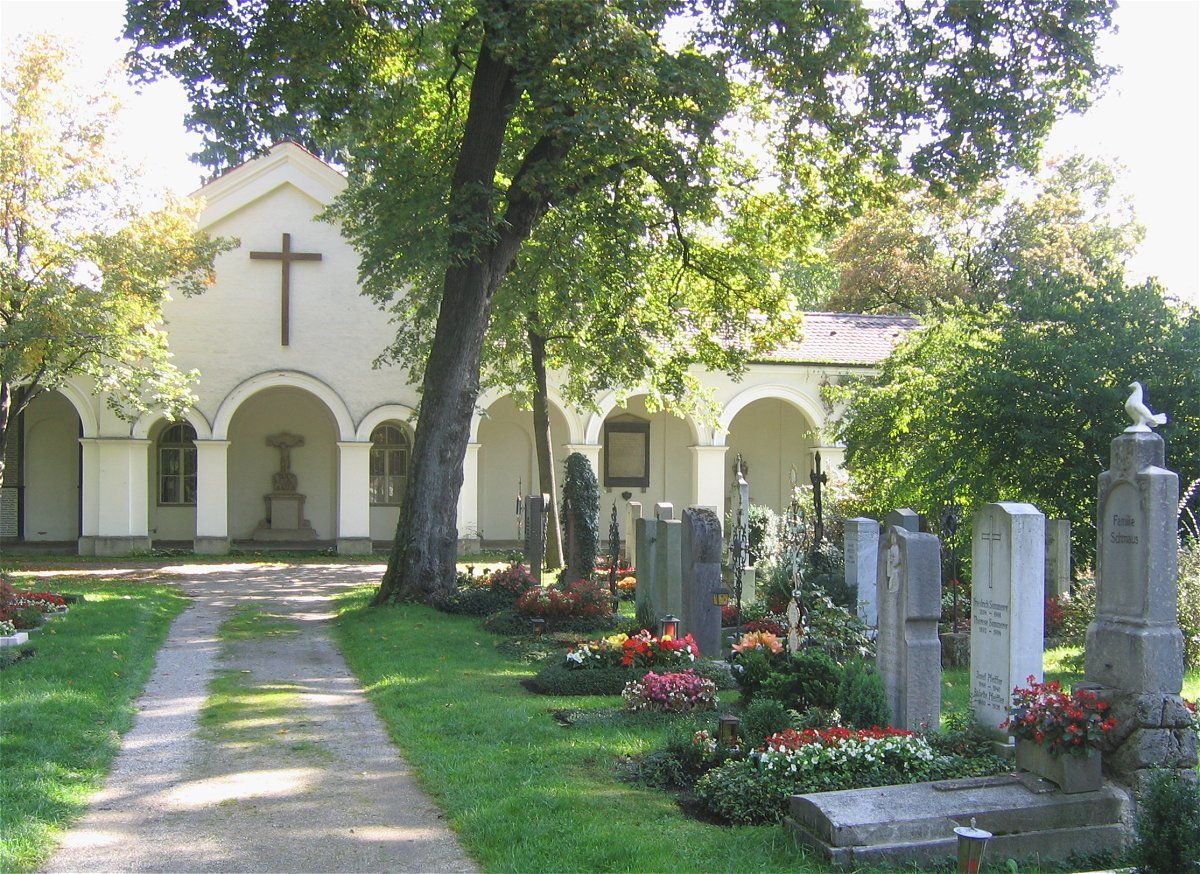
Nymphenburger Friedhof

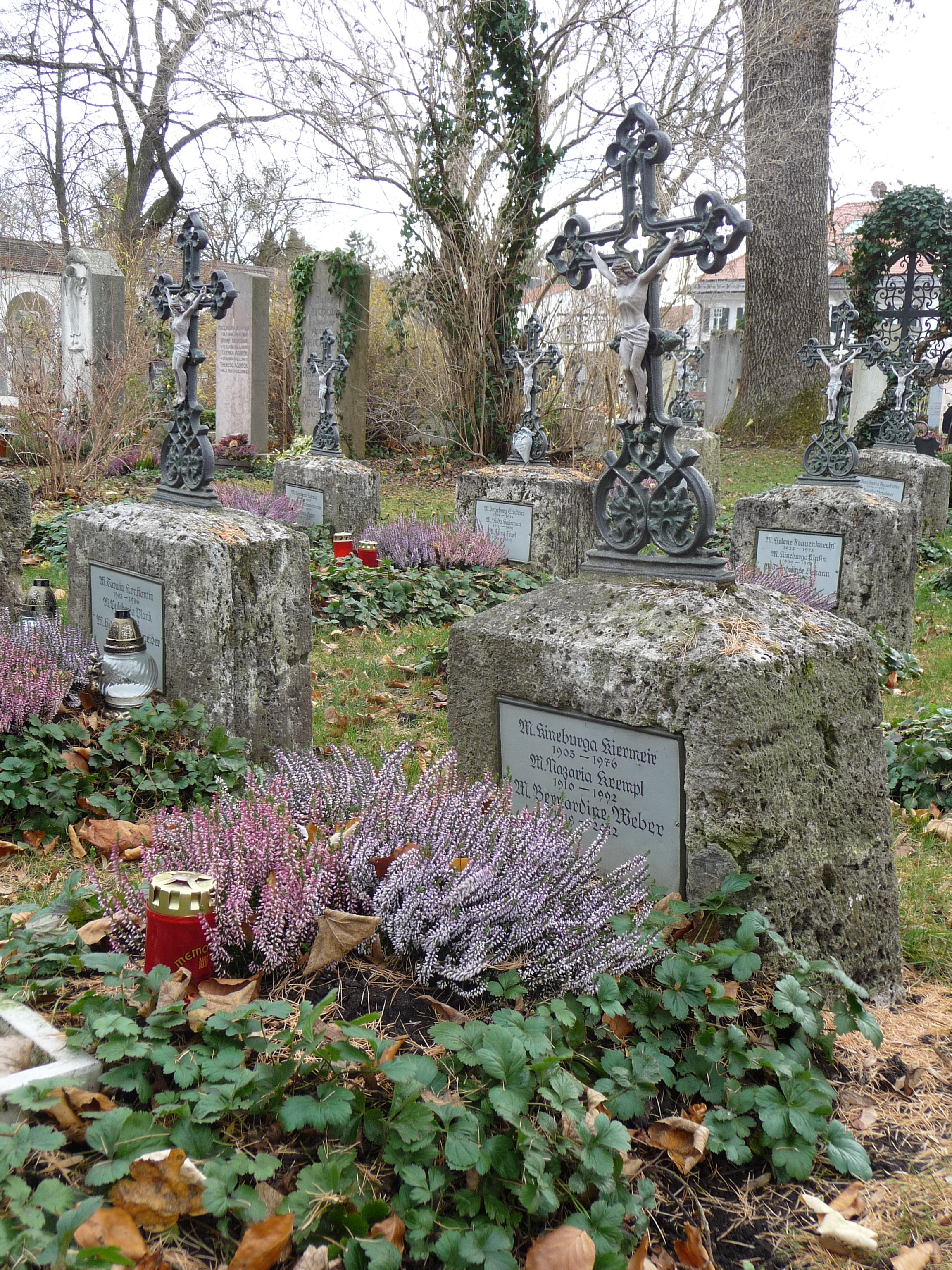
Gräberfeld der Congregatio Jesu. Im Vordergrund die Grabstätte der Bildhauerin Bernardine Weber.

Der kleine Nymphenburger Friedhof liegt in der Maria-Ward-Straße in München-Nymphenburg. Er ist kein öffentlicher Friedhof in dem Sinn, dass dort Bestattungen wie auf den städtischen Friedhöfen möglich sind. Eine Bestattung setzt voraus, dass dort bereits eine Grabstätte besteht.
Es ist ein sehr idyllischer kleiner Friedhof, der zu einem Besuch einlädt; er liegt nahe Botanischer Garten, Menzinger Straße und Nymphenburger Schlosspark. Gelegentlich finden Führungen in kleinem Kreis und unter fachkundiger Leitung statt.
Auf dem Friedhof sind u. a. Bernhard Wicki und die verstorbenen Nonnen des Ordens der Englischen Fräulein, München-Nymphenburg (Maria-Ward-Orden), beerdigt. Das Kloster und die Schulen des Ordens liegen gegenüber.

## Gräber bekannter Persönlichkeiten
- Elisabeth Castonier, Schriftstellerin
- Heinz Friedrich und Maria Friedrich, Verlegerehepaar
- Eugen Jochum, Dirigent
- Rainer Keßler, Verwaltungsjurist
- Alfred Kiefer, Verwaltungsjurist
- Ruth Leuwerik, Schauspielerin
- Johann Mang, Verwaltungsjurist
- Josef Maß, Kirchenhistoriker
- Eugen Roth, Schriftsteller
- Hans Schürer, Fotograf
- Ludwig Waldleitner, Filmproduzent
- Bernardine Weber, Bildhauerin
- Bernhard Wicki, Regisseur
- Klaus Konjetzky, Schriftsteller